# Ruslan Babenko
Ruslan Oleksandrovyč Babenko (in ucraino Руслан Олександрович Бабенко?; Dnipropetrovs'k, 8 luglio 1992) è un calciatore ucraino, centrocampista del Polіssja Žytomyr.